# タイムパラドックス (競走馬)
タイムパラドックス (Time Paradox) は、日本の競走馬、種牡馬である。ダート路線で活躍し、おもな勝ち鞍はジャパンカップダート、川崎記念、帝王賞、JBCクラシックなど。馬名は父名からの連想で「時間旅行で生じる矛盾」の意味。

## 戦績
出生時はわずか45キログラムしかない非常に小柄な馬だった。2001年3月にデビュー。ダートのレースを2連勝して臨んだ青葉賞 で11着に敗れたあと骨折が判明し、休養に入った。デビュー当初は体質が弱くコンスタントに使えなかったものの着実に勝利を重ね、2003年2月にオープンクラス入り。2003年秋に3度目の休養から復帰したころから体質が強化され、以後引退まで一度も休養をとることなくレースに出走し続けることになった。
2004年1月に平安ステークスを優勝して重賞初制覇を達成。その後4月にアンタレスステークス、8月にブリーダーズゴールドカップ、10月に白山大賞典を優勝。11月にはGIのジャパンカップダートで同じ厩舎に管理されていたアドマイヤドン を差し切り、GI初制覇を成し遂げた。年が明けて2005年、勝ちきれないレースも多かったがGIでは好走し、川崎記念、帝王賞、JBCクラシックを優勝。当時の日本のダート部門におけるトップホースの一頭として認識されるようになった。
2006年になると脚部に慢性的な問題を抱えるようになり、体調に不安を抱えながら出走を重ねた。ブリーダーズゴールドカップでハ行が原因で競走除外となり、続くエルムステークスでは10着と大敗した。しかし単勝5番人気で臨んだJBCクラシックでは残り600メートルを切ったあたりで先頭に立つと最後の直線で追い上げてくるシーキングザダイヤを振り切り、JBCクラシック連覇およびGI5勝目を飾った。この勝利で本馬の勝利数は16勝に達し、当時ホクトベガとサウスヴィグラスが保持していたグレード制導入以降の中央競馬所属馬による通算最多勝利記録に並んだ。
その後、ジャパンカップダートへ向けて調整が行われていたが、調教後に右前第4中手骨骨折を発症していたことが判明、初めは休養する予定だったが、結局そのまま引退することになった。

## 競走成績
以下の内容は、JBISサーチ およびnetkeiba.com に基づく。
| 競走日     | 競馬場 | 競走名                  | 格       | 距離 （馬場） | 頭 数 | 枠 番 | 馬 番 | オッズ （人気） | 着順 | タイム （上り3F） | 着差 | 騎手      | 斤量 [kg] | 1着馬（2着馬）         | 馬体重 [kg] |
| ---------- | ------ | ----------------------- | -------- | ------------- | ----- | ----- | ----- | --------------- | ---- | ----------------- | ---- | --------- | --------- | ---------------------- | ----------- |
| 2001.03.18 | 阪神   | 3歳新馬                 |          | ダ1800m（良） | 9     | 4     | 4     | 011.20（3人）   | 01着 | R1:55.3（37.2）   | -1.1 | 0藤田伸二 | 55        | （フォーレルアゲイン） | 454         |
| 0000.03.31 | 阪神   | 3歳500万下              |          | ダ1800m（良） | 12    | 8     | 13    | 002.30（1人）   | 01着 | R1:54.5（36.2）   | -0.6 | 0藤田伸二 | 55        | （オースミステイヤー） | 442         |
| 0000.04.28 | 東京   | 青葉賞                  | GII      | 芝2400m（良） | 16    | 4     | 8     | 011.90（5人）   | 11着 | R2:28.3（35.4）   | -1.4 | 0安田康彦 | 56        | ルゼル                 | 440         |
| 2002.01.05 | 京都   | 4歳上1000万下           |          | ダ1800m（良） | 16    | 8     | 15    | 003.00（1人）   | 04着 | R1:52.9（37.7）   | -0.6 | 0藤田伸二 | 56        | ワンモアマイライン     | 456         |
| 0000.01.19 | 京都   | 八坂特別                | 1000万下 | ダ1800m（良） | 16    | 1     | 1     | 001.90（1人）   | 02着 | R1:52.9（37.2）   | -0.0 | 0藤田伸二 | 56        | ミルキーサイファ       | 450         |
| 0000.02.24 | 中山   | 鎌ケ谷特別              | 1000万下 | ダ1800m（良） | 16    | 2     | 4     | 001.90（1人）   | 07着 | R1:54.8（37.6）   | -0.5 | 0蛯名正義 | 56.5      | エターナルワールド     | 442         |
| 0000.10.13 | 京都   | 3歳上500万下            |          | ダ1800m（良） | 16    | 4     | 7     | 004.60（2人）   | 01着 | R1:53.8（37.3）   | -0.2 | 0高田潤   | 57        | （エスジービーム）     | 458         |
| 0000.11.17 | 中山   | 4歳上1000万下           |          | ダ1800m（良） | 12    | 7     | 10    | 002.30（1人）   | 03着 | R1:54.9（38.4）   | -0.2 | 0高田潤   | 57        | イングランディーレ     | 456         |
| 0000.12.08 | 中京   | 香嵐渓特別              | 1000万下 | ダ1700m（稍） | 16    | 6     | 11    | 002.60（1人）   | 01着 | R1:44.8（37.4）   | -1.1 | 0高田潤   | 57        | （エクセシヴワード）   | 448         |
| 0000.12.22 | 中京   | 矢作川特別              | 1000万下 | ダ1700m（重） | 16    | 1     | 1     | 001.80（1人）   | 01着 | R1:44.2（37.6）   | -0.1 | 0高田潤   | 58.5      | （ロビンナカヤマ）     | 450         |
| 2003.01.05 | 京都   | 雅S                     | 1600万下 | ダ1800m（不） | 16    | 4     | 8     | 001.90（1人）   | 06着 | R1:51.5（36.8）   | -0.9 | 0高田潤   | 57        | クロノスシチー         | 444         |
| 0000.02.16 | 京都   | 北山S                   | 1600万下 | ダ1800m（不） | 16    | 4     | 7     | 007.60（3人）   | 01着 | R1:50.6（36.9）   | -1.1 | 0橋本美純 | 57        | （サンライズキング）   | 440         |
| 0000.03.09 | 阪神   | 仁川S                   | OP       | ダ1800m（稍） | 15    | 2     | 3     | 002.30（1人）   | 02着 | R1:51.9（37.0）   | -0.2 | 0橋本美純 | 56        | ハギノハイグレイド     | 438         |
| 0000.04.27 | 京都   | アンタレスS             | GIII     | ダ1800m（稍） | 16    | 6     | 11    | 005.40（2人）   | 06着 | R1:51.9（37.6）   | -2.2 | 0安藤勝己 | 56        | ゴールドアリュール     | 436         |
| 0000.05.11 | 東京   | サウジアラビアロイヤルC | OP       | ダ1600m（良） | 16    | 3     | 5     | 002.00（1人）   | 02着 | R1:37.3（36.4）   | -0.7 | 0安藤勝己 | 55        | スターキングマン       | 438         |
| 0000.05.31 | 東京   | 欅S                     | OP       | ダ1400m（不） | 16    | 4     | 7     | 007.70（5人）   | 08着 | R1:25.1（37.5）   | -1.3 | 0橋本美純 | 55        | スターキングマン       | 442         |
| 0000.10.18 | 京都   | エニフS                 | OP       | ダ1800m（良） | 15    | 5     | 10    | 012.20（6人）   | 07着 | R1:53.4（37.7）   | -1.0 | 0安藤勝己 | 56        | ホーマンベルウィン     | 454         |
| 0000.11.22 | 京都   | トパーズS               | OP       | ダ1800m（重） | 11    | 2     | 2     | 003.70（2人）   | 01着 | R1:51.6（36.8）   | -0.6 | 0安藤勝己 | 56        | （ホーマンベルウィン） | 458         |
| 0000.12.13 | 阪神   | ギャラクシーS           | OP       | ダ1400m（稍） | 16    | 2     | 4     | 007.30（4人）   | 03着 | R1:22.9（36.4）   | -0.3 | 0高田潤   | 55        | ニホンピロサート       | 462         |
| 0000.12.28 | 阪神   | ベテルギウスS           | OP       | ダ1800m（良） | 14    | 6     | 10    | 003.20（2人）   | 08着 | R1:53.1（37.3）   | -1.2 | 0高田潤   | 56        | シロキタゴッドラン     | 460         |
| 2004.01.25 | 京都   | 平安S                   | GIII     | ダ1800m（良） | 15    | 4     | 7     | 011.20（5人）   | 01着 | R1:51.3（37.0）   | -0.0 | 0安藤光彰 | 56        | （クーリンガー）       | 458         |
| 0000.02.22 | 東京   | フェブラリーS           | GI       | ダ1600m（良） | 16    | 8     | 16    | 019.70（4人）   | 06着 | R1:37.2（36.1）   | -0.7 | 0柴田善臣 | 57        | アドマイヤドン         | 456         |
| 0000.04.03 | 阪神   | コーラルS               | OP       | ダ1400m（稍） | 16    | 2     | 4     | 005.00（3人）   | 04着 | R1:24.0（36.3）   | -0.7 | 0安藤勝己 | 57        | サイレンスボーイ       | 456         |
| 0000.04.25 | 京都   | アンタレスS             | GIII     | ダ1800m（良） | 13    | 4     | 5     | 003.00（2人）   | 01着 | R1:51.5（36.0）   | -0.1 | 0安藤勝己 | 57        | （サイレンスボーイ）   | 456         |
| 0000.05.23 | 中京   | 東海S                   | GII      | ダ2300m（良） | 16    | 5     | 9     | 005.60（3人）   | 02着 | R2:23.8（36.7）   | -0.1 | 0高田潤   | 57        | アンドゥオール         | 456         |
| 0000.06.30 | 大井   | 帝王賞                  | GI       | ダ2000m（稍） | 10    | 1     | 1     | 009.10（4人）   | 04着 | R2:04.9（37.2）   | -0.9 | 0横山典弘 | 57        | アドマイヤドン         | 457         |
| 0000.08.12 | 旭川   | ブリーダーズGC          | GII      | ダ2300m（良） | 9     | 1     | 1     | 002.20（2人）   | 01着 | R2:31.4           | -1.5 | 0安藤勝己 | 56        | （イングランディーレ） | 460         |
| 0000.09.04 | 札幌   | エルムS                 | GIII     | ダ1700m（良） | 13    | 7     | 11    | 004.00（2人）   | 03着 | R1:43.9（36.2）   | -0.7 | 0安藤勝己 | 58        | パーソナルラッシュ     | 458         |
| 0000.10.12 | 金沢   | 白山大賞典              | GIII     | ダ2100m（稍） | 12    | 1     | 1     | 001.20（1人）   | 01着 | R2:14.4           | -1.5 | 0横山典弘 | 58        | （エイシンクリバーン） | 459         |
| 0000.11.03 | 大井   | JBCクラシック           | GI       | ダ2000m（稍） | 13    | 5     | 8     | 00 - 00（3人）  | 03着 | R2:03.1（37.1）   | -0.7 | 武豊      | 57        | アドマイヤドン         | 454         |
| 0000.11.28 | 東京   | ジャパンCダート         | GI       | ダ2100m（良） | 16    | 7     | 14    | 012.00（4人）   | 01着 | R2:08.7（37.2）   | -0.4 | 0武豊     | 57        | （アドマイヤドン）     | 452         |
| 0000.12.29 | 大井   | 東京大賞典              | GI       | ダ2000m（重） | 14    | 6     | 10    | 00 - 00（1人）  | 04着 | R2:03.5（37.4）   | -0.9 | 0武豊     | 57        | アジュディミツオー     | 458         |
| 2005.01.26 | 川崎   | 川崎記念                | GI       | ダ2100m（重） | 12    | 7     | 9     | 001.30（1人）   | 01着 | R2:14.2（39.1）   | -0.0 | 0武豊     | 57        | （シーキングザダイヤ） | 461         |
| 0000.02.20 | 東京   | フェブラリーS           | GI       | ダ1600m（不） | 15    | 4     | 6     | 011.20（4人）   | 04着 | R1:35.1（35.7）   | -0.4 | 0武豊     | 57        | メイショウボーラー     | 464         |
| 0000.03.16 | 船橋   | ダイオライト記念        | GII      | ダ2400m（良） | 11    | 4     | 4     | 00 - 00（1人）  | 02着 | R2:36.8（36.6）   | -0.4 | 0武豊     | 56        | パーソナルラッシュ     | 465         |
| 0000.05.05 | 船橋   | かしわ記念              | GI       | ダ1600m（良） | 10    | 5     | 5     | 00 - 00（4人）  | 02着 | R1:38.1（37.3）   | -0.2 | 0武豊     | 57        | ストロングブラッド     | 460         |
| 0000.05.22 | 中京   | 東海S                   | GII      | ダ2300m（稍） | 16    | 4     | 7     | 003.80（1人）   | 03着 | R2:24.0（37.0）   | -1.4 | 0橋本美純 | 59        | サカラート             | 466         |
| 0000.06.29 | 大井   | 帝王賞                  | GI       | ダ2000m（重） | 13    | 7     | 10    | 003.70（2人）   | 01着 | R2:03.5（37.8）   | -0.2 | 0武豊     | 57        | （ストロングブラッド） | 462         |
| 0000.08.17 | 旭川   | ブリーダーズGC          | GII      | ダ2300m（良） | 14    | 8     | 13    | 00 - 00（1人）  | 02着 | R2:32.3（39.7）   | -0.1 | 0横山典弘 | 58        | サカラート             | 460         |
| 0000.10.10 | 盛岡   | マイルCS南部杯          | GI       | ダ1600m（良） | 14    | 5     | 8     | 00 - 00（2人）  | 03着 | R1:37.7           | -1.0 | 0武豊     | 57        | ユートピア             | 458         |
| 0000.11.03 | 名古屋 | JBCクラシック           | GI       | ダ1900m（良） | 12    | 4     | 4     | 006.10（3人）   | 01着 | R2:00.9（37.0）   | -0.2 | 0武豊     | 57        | （ユートピア）         | 465         |
| 0000.11.26 | 東京   | ジャパンCダート         | GI       | ダ2100m（良） | 16    | 3     | 5     | 006.30（3人）   | 04着 | R2:08.2（36.5）   | -0.2 | 0O.ペリエ | 57        | カネヒキリ             | 462         |
| 0000.12.29 | 大井   | 東京大賞典              | GI       | ダ2000m（良） | 15    | 8     | 15    | 00 - 00（1人）  | 03着 | R2:04.1（37.4）   | -1.0 | 0武豊     | 57        | アジュディミツオー     | 462         |
| 2006.01.25 | 川崎   | 川崎記念                | GI       | ダ2100m（稍） | 10    | 6     | 7     | 00 - 00（3人）  | 03着 | R2:13.2（39.5）   | -0.4 | 0武豊     | 57        | アジュディミツオー     | 462         |
| 0000.02.19 | 東京   | フェブラリーS           | GI       | ダ1600m（良） | 16    | 7     | 13    | 058.4（12人）   | 09着 | R1:36.4（36.9）   | -1.5 | 0安藤光彰 | 57        | カネヒキリ             | 460         |
| 0000.03.15 | 船橋   | ダイオライト記念        | GII      | ダ2400m（良） | 10    | 1     | 1     | 00 - 00（2人）  | 04着 | R2:36.5（39.7）   | -1.6 | 0武豊     | 56        | ヴァーミリアン         | 462         |
| 0000.06.28 | 大井   | 帝王賞                  | GI       | ダ2000m（良） | 13    | 5     | 7     | 017.70（4人）   | 04着 | R2:04.1（37.8）   | -2.0 | 0安藤勝己 | 57        | アジュディミツオー     | 452         |
| 0000.08.17 | 旭川   | ブリーダーズGC          | GII      | ダ2300m（良） | 12    | 4     | 5     |                 |      | 競走除外          |      | 0安藤勝己 | 58        | ハードクリスタル       | 452         |
| 0000.09.18 | 札幌   | エルムS                 | GIII     | ダ1700m（良） | 13    | 4     | 5     | 033.3（11人）   | 10着 | R1:44.5（37.3）   | -1.5 | 0柴山雄一 | 59        | ヒシアトラス           | 462         |
| 0000.10.09 | 盛岡   | マイルCS南部杯          | GI       | ダ1600m（良） | 14    | 7     | 12    | 041.50（5人）   | 05着 | R1:37.1           | -0.5 | 0岩田康誠 | 57        | ブルーコンコルド       | 459         |
| 0000.11.03 | 川崎   | JBCクラシック           | GI       | ダ2100m（良） | 14    | 8     | 13    | 011.90（5人）   | 01着 | R2:16.1（39.3）   | -0.2 | 0岩田康誠 | 57        | （シーキングザダイヤ） | 462         |

## 引退後
引退後は北海道新冠町のビッグレッドファームにて種牡馬入りし、初年度は100頭に種付けした。2010年に初年度産駒がデビューした。
2019年1月に種牡馬を引退し、ビッグレッドファームからうらかわ優駿ビレッジAERUに移動。功労馬として余生を過ごしていたが、2022年2月9日から体調を崩し翌10日の朝に容態が急変。2月10日に死亡した。

### 主な産駒
ダートグレード競走勝ち馬
- 2010年産
  - ソルテ（さきたま杯、ハイセイコー記念、ニューイヤーカップ、川崎マイラーズ、京成盃グランドマイラーズ、サンタアニタトロフィー、マイルグランプリ、ゴールドカップ2回、フジノウェーブ記念）[6]
- 2011年産
  - トウケイタイガー（かきつばた記念、園田ウインターカップ、東海桜花賞、園田チャレンジカップ）[7]

地方重賞級競走勝ち馬
- 2008年産
  - セルサス（ハイセイコー記念）[8]
  - タイムズアロー（報知グランプリカップ、埼玉新聞栄冠賞）[9]
- 2010年産
  - インサイドザパーク（鎌倉記念、平和賞、東京ダービー）[10]
  - オグリタイム（南部駒賞）[11]
  - ミカワジェイド（金沢ヤングチャンピオン）[12]
  - ゴールドブラザー（ゴールドジュニア、駿蹄賞）[13]
  - ユーセイクインサー（新緑賞、クイーンカップ）[14]
- 2011年産
  - ドラゴンエアル（ダービーグランプリ、報知オールスターカップ、瑞穂賞）[15]
  - イグレシアス（百万石ジュニアカップ、金沢ヤングチャンピオン）[16]
  - ニシケンメイピン（黒潮皐月賞、高知優駿）[17]
- 2012年産
  - オウマタイム（鎌倉記念、京浜盃）[18]
  - タイムビヨンド（ノースクイーンカップ、道営記念）[19]
  - レアファルコン（初夏賞）[20]
- 2014年産
  - トークーブケパロス（初夏賞）[21]
- 2015年産
  - レコパンハロウィー（若草賞）[22]
- 2016年産
  - グレートアラカー（ビギナーズカップ、やまびこ賞）
- 2019年産
  - イイネイイネイイネ（MRO金賞、くろゆり賞）

### 母の父としての主な産駒
地方重賞級競走勝ち馬
- 2017年産
  - コスモピオニール（ぎふ清流カップ）
- 2019年産
  - イチザウイナー（霧島賞）
- 2022年産
  - ラピドフィオーレ（兵庫ジュベナイルカップ、黒潮菊花賞）

### 種牡馬としての評価
父、ブライアンズタイムの本質であるパワー、ダート適性を受け継いでおり、ダート種牡馬として期待されているだけでなく、母系がサクラローレル、イギリス2歳GIを勝ったスティーマーダックなど、芝での活躍馬を輩出している系統ということで、産駒の芝での活躍も期待されている。自身とは異なり、2・3歳の早い時期から活躍する馬や、短距離で活躍する馬が多く輩出されている。

## タイムパラドックスの保持する記録

### 6歳以降での獲得賞金額
タイムパラドックスは総獲得賞金977,865,000円のうち、844,871,000円を6歳以降に稼ぎ出している。これは、一頭の馬が6歳以降に獲得した賞金としてはタップダンスシチーの779,358,000円を上回る日本記録である。

### 世代別獲得賞金額
この馬の世代は、ジャングルポケット・クロフネ・マンハッタンカフェらが3歳時に古馬GIを優勝し最強世代と呼ばれたが、この世代の獲得賞金額1位はタイムパラドックスである。2位はジャングルポケットの704,258,000円。

### ブライアンズタイム産駒獲得賞金額
父のブライアンズタイムは顕彰馬ナリタブライアンや年度代表馬マヤノトップガン、GⅠ級6勝のダート馬フリオーソといった数々の名馬を輩出してきた名種牡馬だが、彼の産駒の獲得賞金額1位はタイムパラドックスである。

## 血統表
| タイムパラドックスの血統                        | タイムパラドックスの血統                         | タイムパラドックスの血統                         | （血統表の出典）                                 | （血統表の出典） |
| 父系                                            | ロベルト系                                       | ロベルト系                                       | ロベルト系                                       | [ § 2 ]          |
| 父 *ブライアンズタイム Brian's Time 1985 黒鹿毛 | 父の父Roberto 1969 鹿毛                          | Hail to Reason                                   | Turn-to                                          | Turn-to          |
| 父 *ブライアンズタイム Brian's Time 1985 黒鹿毛 | 父の父Roberto 1969 鹿毛                          | Hail to Reason                                   | Nothirdchance                                    |                  |
| 父 *ブライアンズタイム Brian's Time 1985 黒鹿毛 | 父の父Roberto 1969 鹿毛                          | Bramalea                                         | Nashua                                           | Nashua           |
| 父 *ブライアンズタイム Brian's Time 1985 黒鹿毛 | 父の父Roberto 1969 鹿毛                          | Bramalea                                         | Rarelea                                          |                  |
| 父 *ブライアンズタイム Brian's Time 1985 黒鹿毛 | 父の母Kelley's Day 1977 鹿毛                     | Graustark                                        | Ribot                                            | Ribot            |
| 父 *ブライアンズタイム Brian's Time 1985 黒鹿毛 | 父の母Kelley's Day 1977 鹿毛                     | Graustark                                        | Flower Bowl                                      |                  |
| 父 *ブライアンズタイム Brian's Time 1985 黒鹿毛 | 父の母Kelley's Day 1977 鹿毛                     | Golden Trail                                     | Hasty Road                                       | Hasty Road       |
| 父 *ブライアンズタイム Brian's Time 1985 黒鹿毛 | 父の母Kelley's Day 1977 鹿毛                     | Golden Trail                                     | Sunny Vale                                       |                  |
| 母 *ジョリーザザ Jolie Zaza 1991 鹿毛           | 母の父Alzao 1980 鹿毛                            | Lyphard                                          | Northern Dancer                                  | Northern Dancer  |
| 母 *ジョリーザザ Jolie Zaza 1991 鹿毛           | 母の父Alzao 1980 鹿毛                            | Lyphard                                          | Goofed                                           |                  |
| 母 *ジョリーザザ Jolie Zaza 1991 鹿毛           | 母の父Alzao 1980 鹿毛                            | Lady Rebecca                                     | Sir Ivor                                         | Sir Ivor         |
| 母 *ジョリーザザ Jolie Zaza 1991 鹿毛           | 母の父Alzao 1980 鹿毛                            | Lady Rebecca                                     | Pocahontas                                       |                  |
| 母 *ジョリーザザ Jolie Zaza 1991 鹿毛           | 母の母Bold Lady 1974 栗毛                        | *ボールドラッド Bold Lad                         | Bold Ruler                                       | Bold Ruler       |
| 母 *ジョリーザザ Jolie Zaza 1991 鹿毛           | 母の母Bold Lady 1974 栗毛                        | *ボールドラッド Bold Lad                         | Misty Morn                                       |                  |
| 母 *ジョリーザザ Jolie Zaza 1991 鹿毛           | 母の母Bold Lady 1974 栗毛                        | Tredam                                           | High Treason                                     | High Treason     |
| 母 *ジョリーザザ Jolie Zaza 1991 鹿毛           | 母の母Bold Lady 1974 栗毛                        | Tredam                                           | Damasi                                           |                  |
| 母系(F-No.)                                     | (FN:14)                                          | (FN:14)                                          | (FN:14)                                          | [ § 3 ]          |
| 5代内の近親交配                                 | Nasrullah5×5、Roman5×5、Court Martial5･5（母内） | Nasrullah5×5、Roman5×5、Court Martial5･5（母内） | Nasrullah5×5、Roman5×5、Court Martial5･5（母内） | [ § 4 ]          |
| 出典                                            | 1. 2. 3. 4.                                      | 1. 2. 3. 4.                                      | 1. 2. 3. 4.                                      | 1. 2. 3. 4.      |

本馬のいとこにサクラローレル（同馬の項参照）、全妹タイムトラベリングの産駒にタイムフライヤーがいる。